# モナコ日本庭園

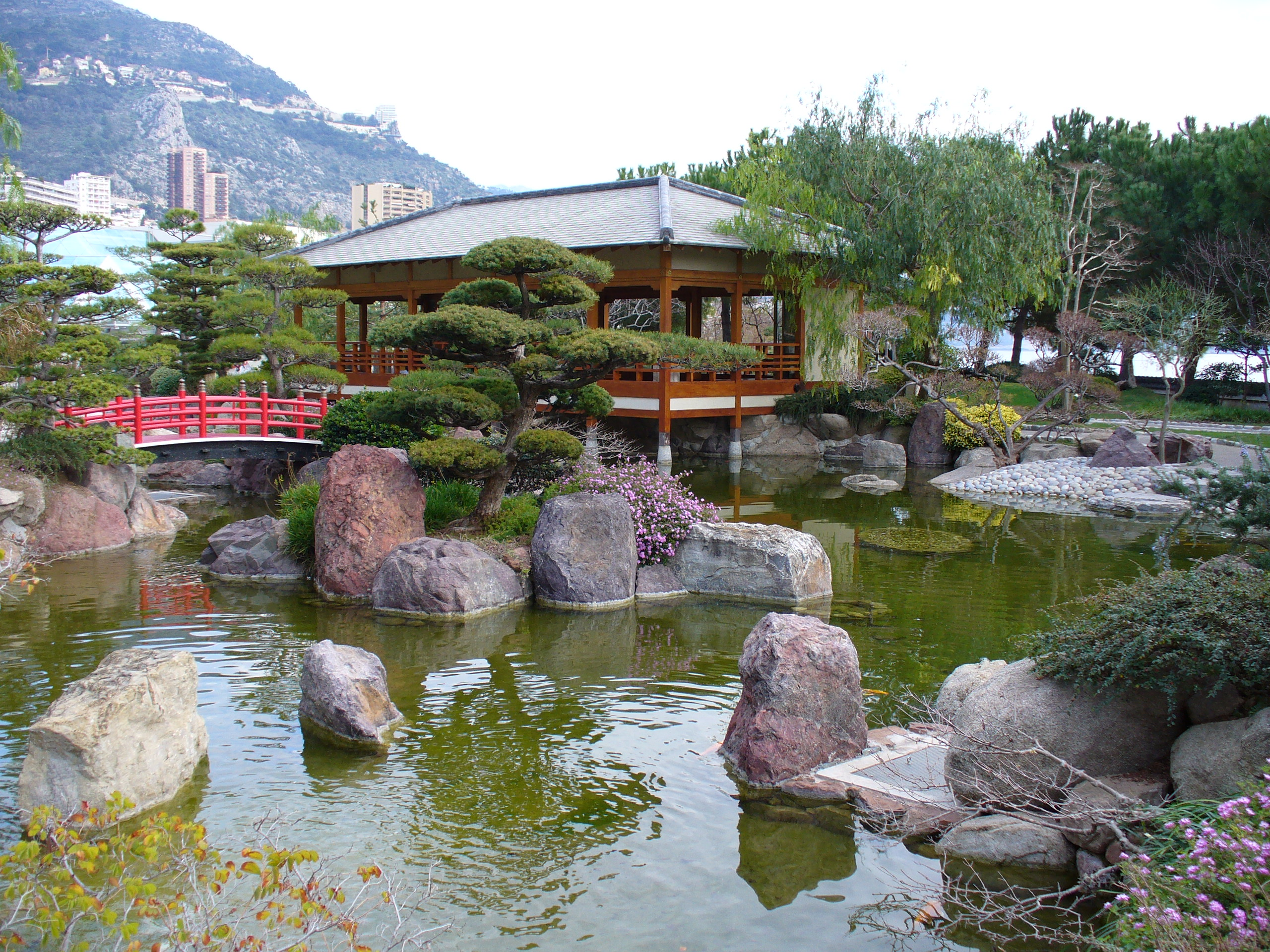
モナコ日本庭園の茶室

モナコ日本庭園は、モナコ市ラルヴォット区グレース公妃通りに設けられた市営公園である。グリマルディフォーラムコンベンションセンターに隣接している。
庭園の面積は0.7haあり、茶室、石庭、滝なども備えた池泉廻遊式の庭園である。開園時間は午前9時から日没まで。
本庭園が造営されることになったのは、モナコ公室のグレース公妃が日本文化に強い関心を持っており、モナコに日本庭園を造園したいと希望していたためである。その希望が叶わぬままグレース公妃は自動車事故で亡くなったが、レーニエ3世公は公妃を偲んで庭園の造営に着手した。国際花と緑の博覧会の庭園コンテスト部門で名誉賞を受賞した別府保男によって設計され、神道の哲学を再現したものとなっている。